# Луиджи Фаджоли
Луиджи Фаджоли (на италиански: Luigi Fagioli) e бивш пилот от Формула 1.
Роден на 9 юни 1898 година в Осимо, Италия. Има 7 участия в стартове от световния шампионат във Формула 1, като записва победа в Голямата награда на Франция през 1951 година съвместно с Хуан Мануел Фанхио с кола на Алфа Ромео.